# Гари Лейн
Гари Уилям Лейн е австралийски шахматист и автор на шахматна литература.
Става международен майстор през 1987 г. и спечелва първенството по шахмат на общността на нациите през 1988 г. След сватбата си за международния майстор при жените Нанси Джоунс се премества в Австралия и печели нейното първенството по шахмат през 2004 г.
Лейн също води собствена колонка на сайта chesscafe.com, която е озаглавена „Opening Lanes“ и епосветена на дебютите.

## Участия нашахматни олимпиади
Изиграва общо 25 партии, постигайки 6 победи, 9 ремита и 10 загуби. Средната му успеваемост е 42 процента.
| Година | Организатор | Отбор     | Класиране (отборно) | Дъска    |
| 2002   | Блед        | Австралия | 53                  | Трета    |
| 2004   | Калвия      | Австралия | 35                  | Трета    |
| 2006   | Торино      | Австралия | 29                  | Четвърта |